# 車馬包
車馬包，是福建等地的傳統牌類遊戲，用中國象棋棋子作牌具。

## 牌具
- 三十二枚中國象棋棋子。

## 牌規
- 三到四人遊戲。三人遊戲時，去掉兩枚棋子。
- 棋子混洗，棋面朝下分為N疊，N等於所有棋子除以遊戲人數。每人輪流拿一疊，直到分完。
- 配棋後，莊家先引牌，閒家需出大過上家的同型的組合。牌大者贏得該回所有棋子，下回合作引牌；若無可大過上家牌，墊同數量牌。第一回合、或最後回合，出帥或將，該牌型沒有大小、視為墊牌。牌型、大小如下。
  - 粒：帥＞將＞仕＞士＞相＞象＞俥＞車＞傌＞馬＞炮＞包＞兵＞卒
  - 对：同色同種的兩枚棋子，大小同上。
  - 三肥：同色同種的三枚棋子，大小同上。
  - 四肥：同色同種的四枚棋子，大小同上。
  - 五肥：同色同種的五枚棋子，大小同上。
  - 三爵：帥仕相＞將士象＞俥傌炮＞車馬包
- 所有棋出完，以獲得棋子多者勝。